# Anthomyza cuneata
Anthomyza cuneata är en tvåvingeart som beskrevs av Rohacek 1987. Anthomyza cuneata ingår i släktet Anthomyza och familjen sumpflugor.
Artens utbredningsområde är Nepal. Inga underarter finns listade i Catalogue of Life.